# Hon'inbō Shūsaku
Honinbō Shūsaku (本因坊 秀策 Hon-inbō Shūsaku?) nombre real Kuwabara Torajirō (桑原虎次郎?   6 de junio de 1829-3 de septiembre de 1862) es considerado por muchos como el mejor jugador de la edad dorada del Go a mediados del siglo XIX. Recibió el apodo de "Shūsaku el Invencible" debido a su puntuación perfecta de 19 victorias consecutivas en los juegos que se celebraban anualmente en el castillo.
Shūsaku es uno de los tres jugadores de Go que han recibido el título de "Santo del Go" (Kisei). Los otros dos son Dōsaku (1677-1702) y Jōwa.

## Biografía
Kuwahara Torajirō, hijo del mercader Kuwahara Wazo, nació en un pueblo próximo a Onomichi (Japón). El señor Asano, el daimyō de la región, después de jugar una partida con él, se convirtió en su patrón, y le permitió recibir las lecciones de su propio entrenador personal, el sacerdote Hoshin, un jugador profesional.
En 1837, con tan sólo 8 años, pero con un nivel casi profesional, se marchó de casa para unirse a la escuela Honinbō, la escuela más importante en el juego de Go en el Japón de entonces. El 3 de enero de 1840, consiguió su diploma shodan (primer dan de nivel profesional).
En 1840, Shūsaku se marchó de Edo para visitar su casa por un periodo de un año. En los años siguientes, progresó de forma constante, alcanzando el 4.º dan en 1844, año en que volvió a visitar su casa por un tiempo prolongado. En abril-mayo de 1846, volviendo a Edo, jugó contra Gennan Inseki, el jugador más fuerte de entonces. Shūsaku jugó con una ventaja de dos piedras, pero Gennan descubrió que era demasiado fuerte, por lo que se dejó la partida sin terminar para empezar otra en que la única ventaja de Shūsaku fue jugar con las negras. Gennan jugó un nuevo joseki (variación de apertura en una esquina), en que Shūsaku cometió un error. Todos los que estaban observando la partida pensaban que Gennan estaba ganando, salvo uno, un doctor, que se dio cuenta de que las orejas de Gennan enrojecieron tras una jugada específica de Shūsaku en el juego central; una señal de que Gennan estaba sorprendido. Esta jugada es una de las más famosas en la historia del Go, y la "jugada de las orejas enrojecidas" (耳赤の一局) es probablemente la jugada más famosa.
Cuando volvió a Edo, Shūsaku no sólo fue ascendido al 5.º dan, sino que además fue nombrado heredero oficial de Shuwa, quien iba a convertirse en el jefe de la casa Honinbō. Al principio, Shūsaku rechazó la oferta, con el motivo de sus obligaciones hacia el señor Asano. Después de que se arreglara el asunto, Shūsaku aceptó.
Como heredero oficial a la jefatura de la casa Honinbō, Shūsaku mantenía una posición eminente. Su grado también aumentó, y alcanzó el 7.º dan, aunque no se sabe exactamente cuándo ocurrió; algunos piensan que en 1849 y otros en 1853. Después de forzar a su rival más importante Ota Yuza a tomar un handicap, fue considerado por la mayoría como el jugador más fuerte con la excepción de Shuwa.
En 1862, murió.